# Ибено
Ибено (англ. Ibeno) — город, расположенный в юго-восточной части Нигерии на восточном берегу реки Ква-Ибо в 3 км от её устья. Город Ибено и прилегающие к нему территории образуют одноимённый район местного самоуправления.

## География
Район местного самоуправления Ибено расположен в южной части штата Аква-Ибом и занимает обширную прибрежную зону площадью около 1200 квадратных километров. Здесь находится самый длинный песочный пляж Западной Африки.
Климатические условия мангровых лесов дельты реки Нигер благоприятны для круглогодичного ведения сельского хозяйства. Также Ибено является одним из крупнейших рыбацких поселений в Нигерии.